# Marcols-les-Eaux
Marcols-les-Eaux település Franciaországban, Ardèche megyében. Lakosainak száma 283 fő (2022. január 1.). Marcols-les-Eaux Albon-d’Ardèche, Genestelle, Issamoulenc, Mézilhac, Saint-Genest-Lachamp és Saint-Julien-du-Gua községekkel határos.

## Népesség
A település népességének változása:
| Lakosok száma | 454  | 325  | 300  | 326  | 310  | 313  | 296  | 284  | 279  | 283  |
|               | 1968 | 1982 | 1990 | 2006 | 2013 | 2015 | 2017 | 2019 | 2020 | 2022 |